# L'Adoration de la Sainte Trinité
L'Adoration de la Sainte Trinité ou le Retable de tous les saints ou Retable Landauer, est un retable réalisé par Albrecht Dürer en 1511. Cette huile sur bois est aujourd'hui conservée au musée d'Histoire de l'art de Vienne. C'est l'un des rares retables réalisé par l'artiste et l'un des premiers retables à l'italienne d'Allemagne, une pala sans volets, marqué par le second séjour vénitien de Dürer, qui résume tout le message chrétien, alors que la Réforme est sur le point d'éclore.

## Histoire
Le donneur d'ordre et client est le marchand de Nuremberg Matthäus Landauer, qui commande le tableau pour une chapelle dédiée à la Sainte Trinité et à Tous les Saints dans la Zwölfbrüderhaus (Maison des Douze Frères), qu'il avait fondée avec Erasmus Schiltkrot en 1501, préparant leur salut, un hospice destiné à recevoir douze artisans âgés nécessiteux. Selon le règlement intérieur, en échange d'une pension, d'un logement et d'un habillement gratuits, les pensionnés devaient prier quotidiennement pour le salut du donneur, faute de quoi ils risquaient d'être privés de repas. Landauer lui-même fut l'un des premiers résidents de la Maison des Douze Frères de 1510 jusqu'à sa mort.
La chapelle est construite entre 1506 et 1508 sous la direction de Hans Behaim l'Ancien, et enrichie de vitraux dont le dessin est confié à Dürer, alors rentré de Venise.
Le dessin de présentation du retable est soumis en 1508, à Matthaüs Landauer. La chapelle est alors achevée mais Dürer est encore occupé par le Retable Heller ; on sait qu'il préfère consacrer son temps aux gravures, beaucoup plus rémunératrices, et tarde donc à livrer son travail. Le retable est commandé en 1508, mais est livré trois ans plus tard, lorsqu'il est placé dans l'église.
Un dessin de 1508 montre que le cadre en forme de portail figure dès la conception. La couleur du cadre  sculpté était probablement exactement adapté au tableau ; il a été exécuté par Veit Stoss. Dürer conçoit le cadre dans le style Renaissance avec des colonnes entièrement sculptées qui soutiennent un pignon en plein cintre.
Dans cet ouvrage, Dürer a incorporé des portraits, des autoportraits, des personnages religieux, des paysages et des représentations de plantes, ainsi que des inspirations de l'art italien du retable.
Cee premier exemple du travail de Dürer en tant qu'artiste décorateur comprend le retable, son cadre sculpté et les vitraux.
Le tableau original a été vendu à  Rodolphe II en 1584-1585 qui le fait transporter à Prague ; il se trouve maintenant au Kunsthistorisches. Le cadre conçu par Dürer est resté à Nuremberg et se trouve au Germanisches Nationalmuseum. Une copie moderne du cadre est exposée à Vienne.

## Description

### Tableau

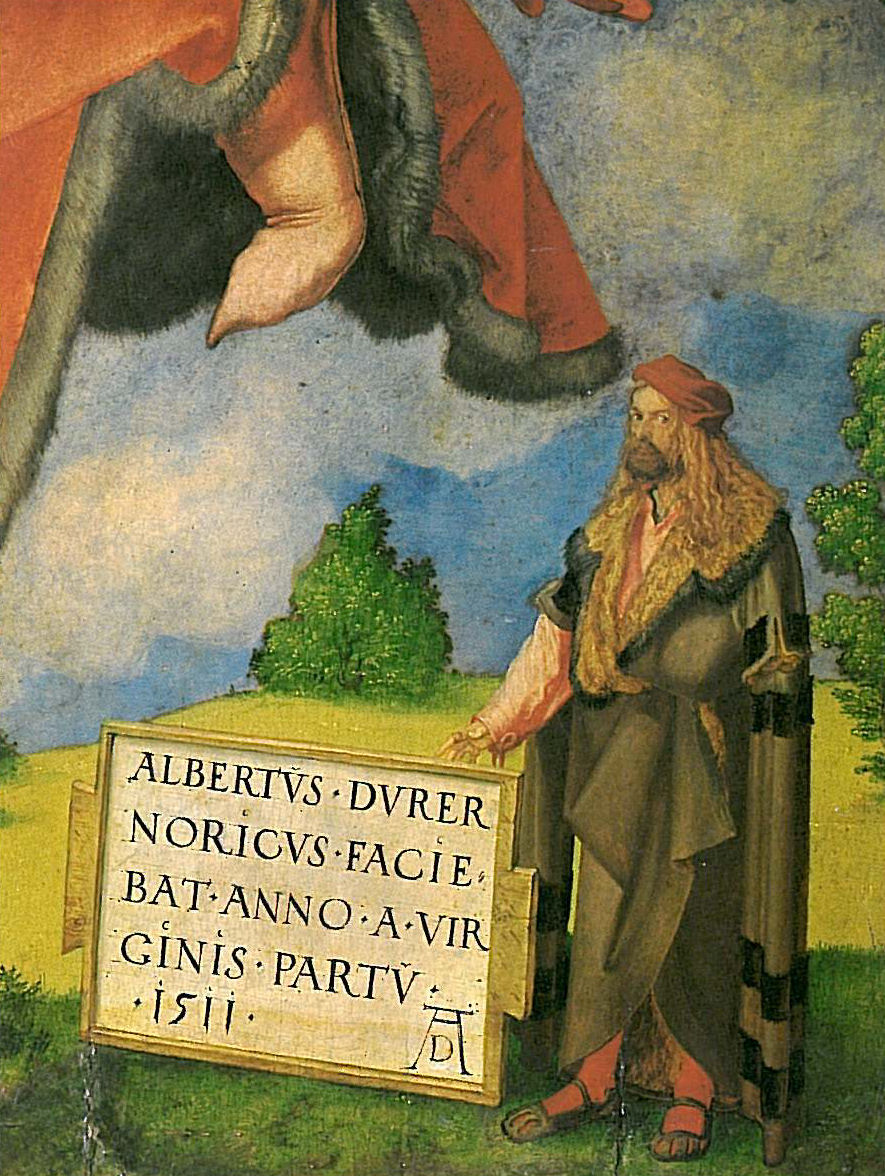
Autoportrait de Dürer.

Le retable se rapporte thématiquement à la Sainte Trinité, à qui la chapelle était dédiée. La peinture est généralement considérée comme une vision de la théocratie (lat. Civitas Dei) vue après le Jugement dernier, selon la description du Père de l'Église Augustin d'Hippone.
Dürer a été chargé de peindre un retable pour la chapelle dédiée à tous les saints ; il devait représenter l'adoration de la Sainte Trinité par la communion des saints avec tous les chrétiens (image de la Toussaint). La Trinité est au centre de l'image : Dieu le Père trône sur les nuées, tenant le Christ crucifié encore vivant. Le Saint-Esprit plane au-dessus sous la forme d'une colombe, dans un nuage de lumière entouré de chérubins. Dieu le Père porte une couronne impériale et un large manteau doré, doublé de vert et soutenu par des anges.
La Trinité elle-même est entourée de groupes de fidèles : la rangée du bas montre une moitié spirituelle avec un pape, un cardinal, un moine et une religieuse à gauche, et une moitié séculière avec un roi, des princes, des chevaliers, des bourgeois et un paysan à droite, dirigés par l'empereur romain germanique, une division similaire à celle déjà adoptée par Dürer dans la La Vierge de la fête du rosaire (1506). À gauche, près d'un cardinal qui intercède peut-être pour lui, se trouve le vieux Matthäus Landauer, vêtu de riches vêtements, ôtant son chapeau, en prières, presque étourdi par la vision.  Le chevalier en armure dorée est son gendre Wilhelm Haller. Un paysan, tenant l'instrument pour battre le grain, représente les classes les plus humbles. À droite se trouve une reine énigmatique dont le visage est entièrement caché par un voile, qui ne laisse apparaître que les yeux.
Une sainte martyre remplace la Vierge du dessin de présentation, tandis que l'empereur Charlemagne, si important à Nuremberg, prend place parmi les citoyens de la ville et les frères de l'hospice.
La partie inférieure est occupée par un grand paysage avec l'aube au-dessus d'un lac, parmi des collines, inspiré des paysages d'Albrecht Altdorfer et Joachim Patinier. 
Dürer s'est représenté en bas à droite près du cartellino de sa signature de style antique, où se trouve l'inscription latine : Albertus Durer Noricus faciebat anno a Virginis partu 1511 (Albrecht Dürer de Nuremberg l'a créé en 1511 après la naissance vierge.).
L'historien de l'art Johann Konrad Eberlein déclare dans sa biographie de Dürer : « L'apparition de l'artiste sous la forme d'un témoin terrestre des événements contribue à objectiver le contenu visionnaire complexe des œuvres. ».

### Cadre

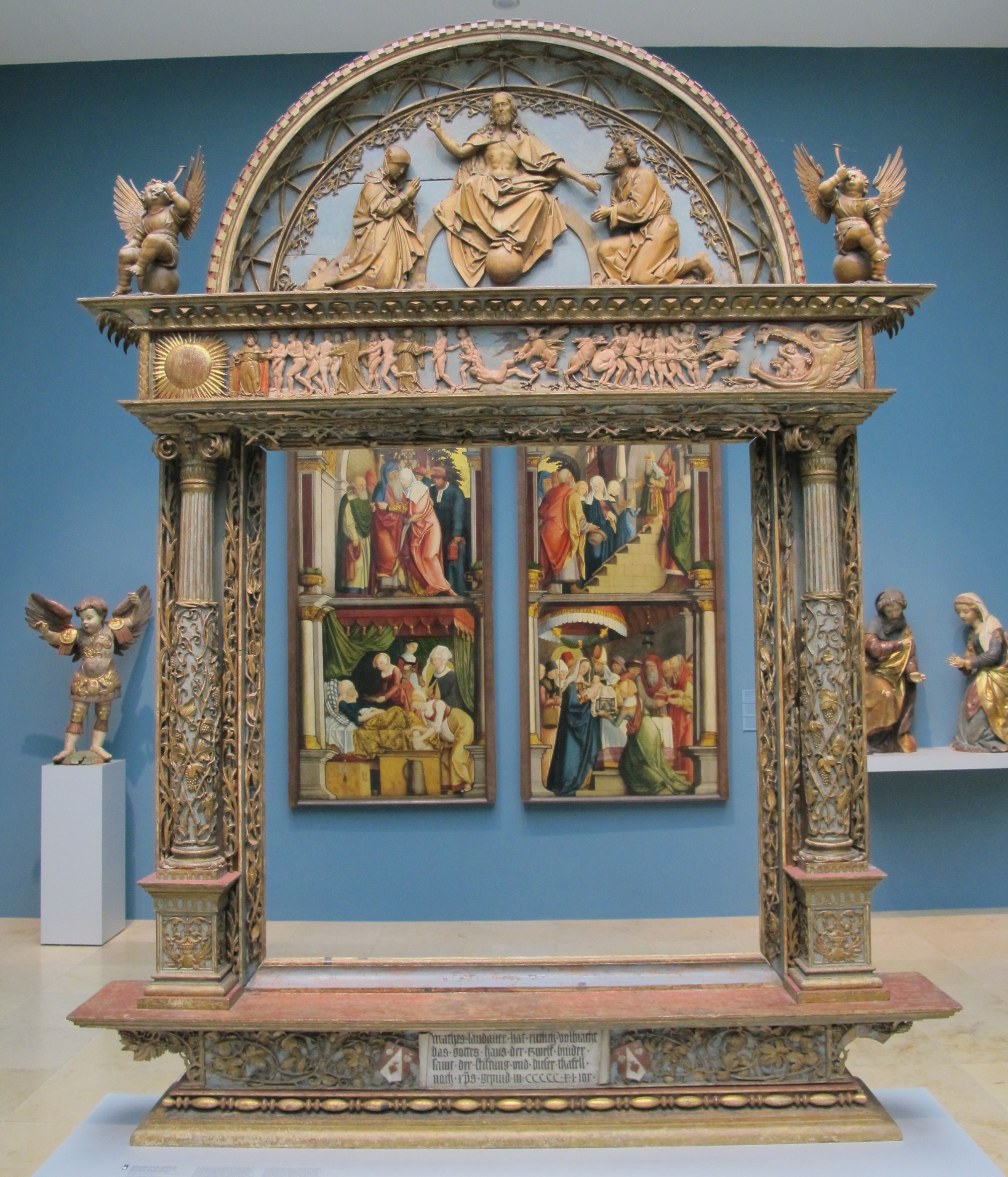
Original du cadre conservé au Germanisches Nationalmuseum de Nuremberg.

Le cadre est beaucoup moins italianisant que celui de dessin préparatoire, les voussures flamboyantes remplaçant les éléments plus classiques imaginés initialement par Dürer. Il correspond au modèle italien du cadre aedicula (petit temple) qui a été créé à la Renaissance comme une copie de l'architecture antique. Le thème du cadre est le Jugement dernier. Dans le tympan, le Christ apparaît comme le juge du monde. À ses côtés se trouvent Marie et Jean comme intercesseurs en faveur de l'humanité. De chaque côté, de petits anges avec les trompettes annoncent le Jugement Dernier.
Dans la frise, le cortège des élus est représenté à gauche, conduit au paradis par des anges, tandis qu'à droite, les damnés sont conduits en enfer par des démons. Au milieu, figure un combat pour l'âme d'un homme ressuscité allongé sur le sol.
Une inscription sur la partie inférieure du cadre est accompagnée de deux blasons de la famille Landau. Albrecht Dürer aurait demandé au sculpteur gothique tardif Veit Stoss de réaliser la conception, d'autres historiens suggèrent qu'il a probablement été exécuté par Ludwig Krug, sculpteur, orfèvre et graveur de Nuremberg.

## Dessin de présentation

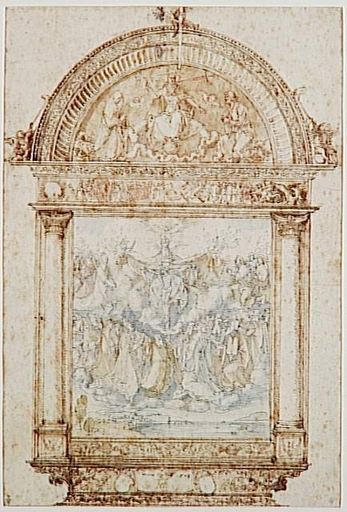
Dessin de présentation, 1508

Le musée Condé de Chantilly conserve le dessin à la plume et encre brune, légèrement aquarellée aux tons bruns, rouge, vert et bleu (39 × 26,5 cm, DE 887) de cet extraordinaire projet dans sa globalité. Il s'agit aussi du modello le plus précoce de la carrière de Dürer.
Deux autres dessins préparatoires sont connus, le portrait du donateur (musée Städel, Francfort) et une colombe, disparue depuis la Seconde Guerre mondiale, autrefois au musée Boijmans Van Beuningen à Rotterdam.
Sous un tympan abritant le Christ du Jugement dernier et une architrave séparant les élus des damnés, la vision de la Cour céleste au Paradis se déploie telle que décrite par saint augustin dans La Cité de Dieu. Le tableau est dominé par la Trinité, entourée d'un côté par Marie accompagnée de saintes, et de l'autre par saint Jean-Baptiste menant patriarches et prophètes. En dessous, saint Pierre figuré en souverain pontife, cardinaux, évêques, membres du clergé, mais aussi l'empereur ou des personnages de l'Ancien Testament comme Moïse et ses tables de la Loi, contemplent le Christ et forment les intercesseurs entre la Terre, symbolisée par le paysage de la partie inférieure, et le Ciel.
Pour le cadre, Dürer imagine des éléments classiques, notamment inspirés des tombeaux des doges Pasqual Malipiero ou Andrea Vendramin, qu'il a pu admirer en la basilique San Zanipolo à Venise.

## Postérité
Le retable fait partie des « 105 œuvres décisives de la peinture occidentale » constituant le musée imaginaire de Michel Butor.